# آلبرت بینهام
آلبرت بینهام (انگلیسی: Albert Baynham؛ 25 September 1875 – ۱۹۵۱ (۷۵−۷۶ سال)) بازیکن فوتبال بود.